# Carrickfergus Castle
Carrickfergus Castle är ett slott i Carrickfergus, Nordirland, beläget i County Antrim. Slottet uppfördes av John de Courcy. Nordirländska staten äger slottet.
Slottet varit med i krig som Nioårskriget under slaget om Carrickfergus i november 1597. Under Vilhelmska kriget på Irland så belägrades staden och slottet 20–27 augusti 1689. I samband med Sjuårskriget så plundrades staden och slottet 21–26 februari 1760 av fransmännen som höll slottet i fem dagar då brittiska flottan var på väg flydde fransmännen. Sedan dess användes slottet som ammunitionsförråd och skyddsrum. Slottet var militärbas fram till 1928 då brittiska armen gav det till staten så det kunde bli historiskt minnesmärke.